# Dilley, Texas
Dilley là một thành phố thuộc quận Frio, tiểu bang Texas, Hoa Kỳ. Năm 2010, dân số của xã này là 3894 người.

## Dân số
- Dân số năm 2000: 3674 người.
- Dân số năm 2010: 3894 người.